# Artemón de Clazómenas
Artemón fue un ingeniero militar griego original de Clazómenas, apodado «Feriforete», activo entre 469 y 429 a. C. en Samos.

## Trabajos conocidos
- las tortugas (formación militar)
- los arietes .